# Lista de troços da raia (tratados de limites)
- Fronteira entre a foz do rio Minho e a confluência do rio Trancoso ou Barjas
  - Raia húmida, subindo ao longo do rio Minho.

- Fronteira entre a confluência do rio Trancoso ou Barjas e a Portela do Pau

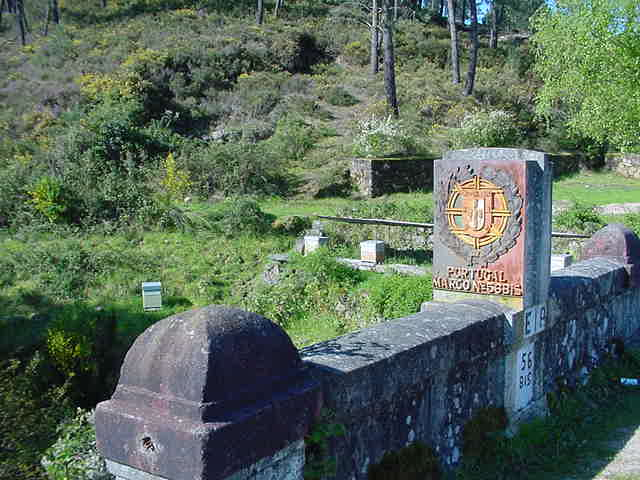

  - Marcos fronteiriços números 1 a 24.

- Fronteira entre a Portela do Pau e o rio Castro Laboreiro
  - Marcos fronteiriços números 24 a 53.

- Fronteira entre o rio Castro Laboreiro e a Cruz do Touro

- - Marcos fronteiriços números 53 a 60.

- Fronteira entre a Cruz dos Touro e o Marco do Pisco
  - Marcos fronteiriços números 60 a 75. Corre ao longo das cumeadas da serra do Gerês, onde fica situado o ponto de maior altitude da raia, o Pico da Nevosa com 1548 m.

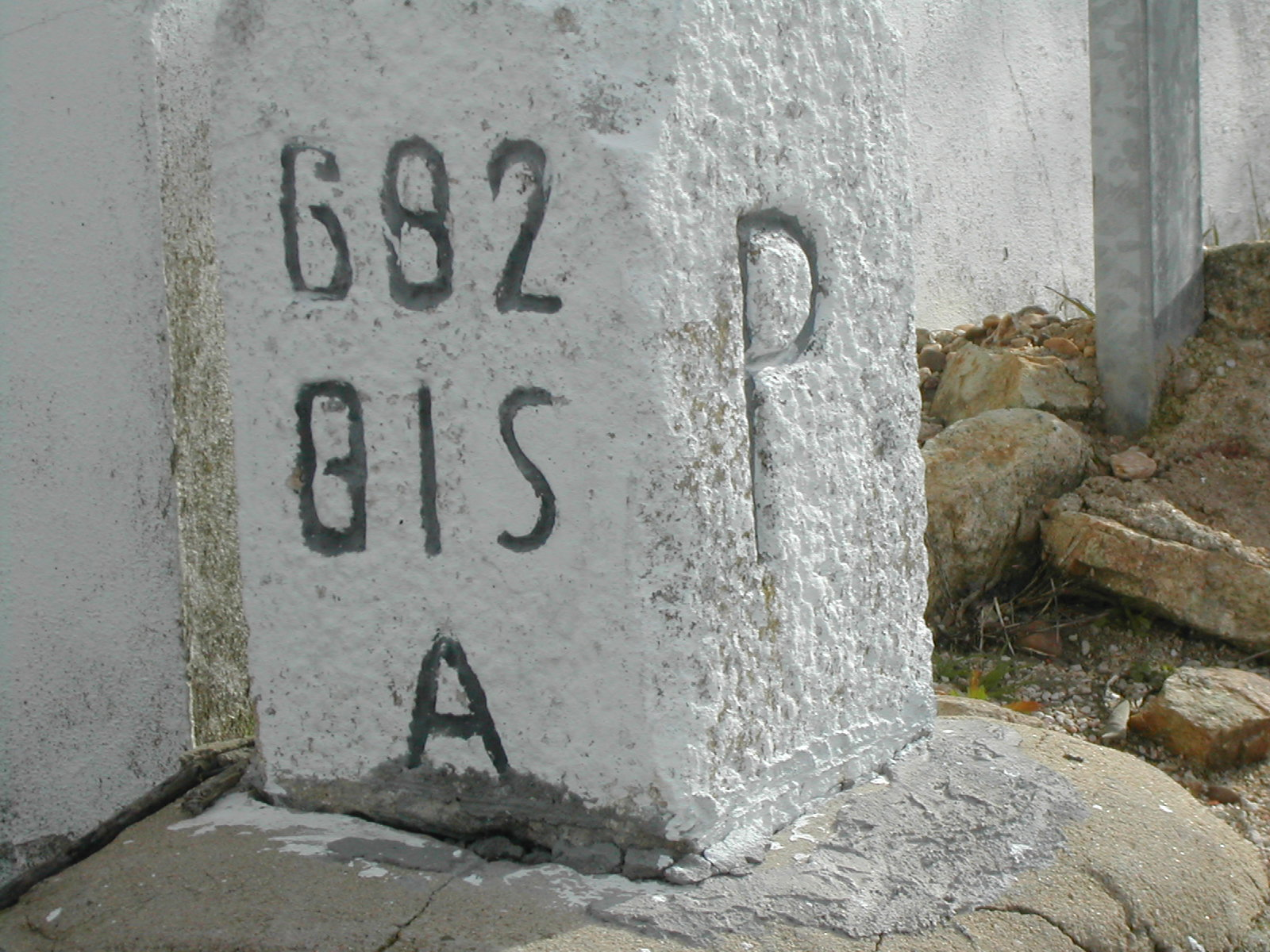
Marco fronteiriço n.º 682bis, La Fontañera.

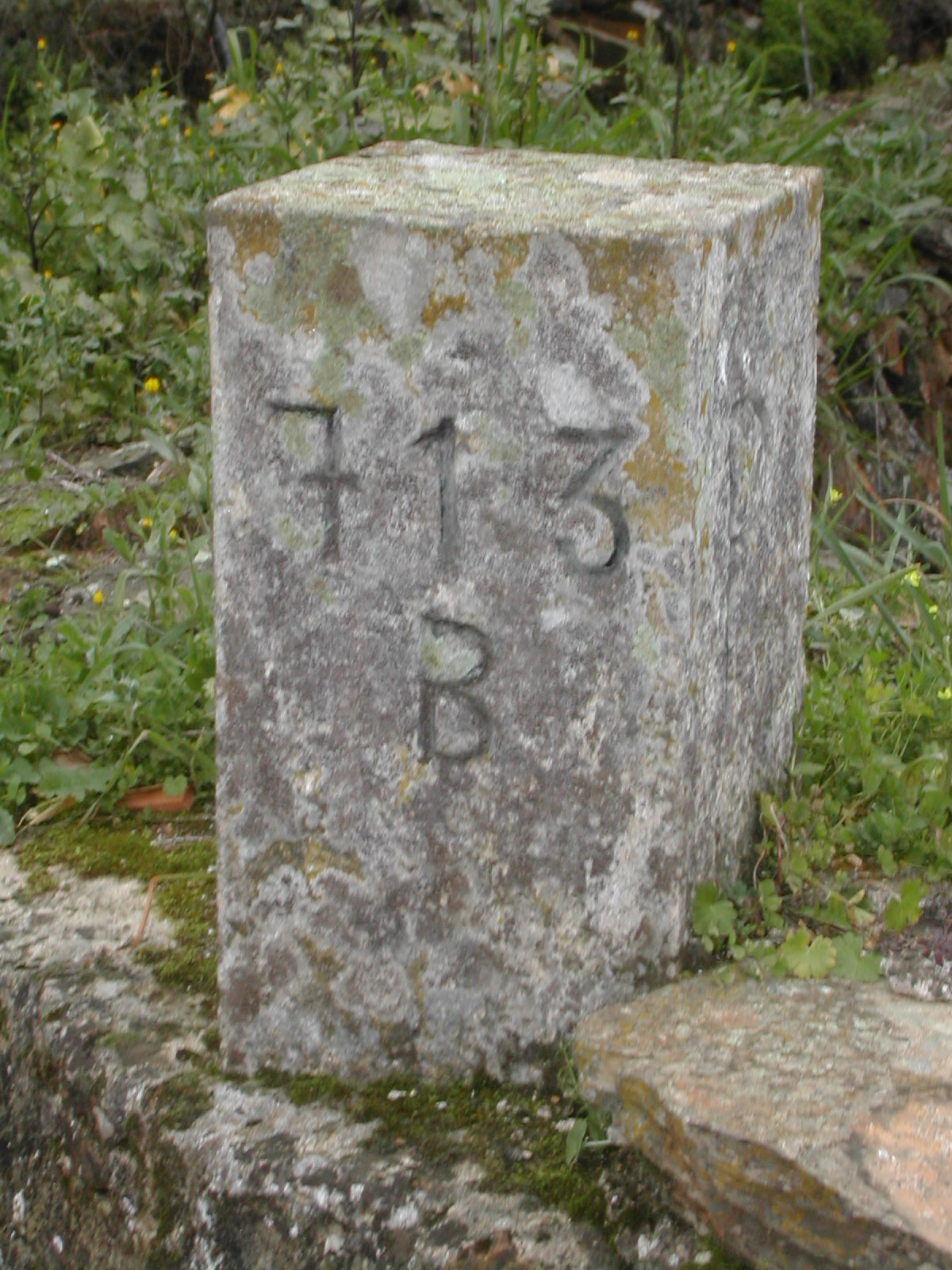
Marco fronteiriço n.º 713bis, Marco.

- Fronteira entre o Marco do Pisco e as Pedras de Malrandin
  - Marcos fronteiriços números 75 a 130. Mantiveram-se pastos mistos na margem direita do rio Salas, entre os marcos 96 e 97, e entre Tourém e Vilarinho, marcos 114 a 118.

- Fronteira entre as Pedras de Malrandin e o Porto de Cancelos
  - Marcos fronteiriços números 130 a 137. Raia seca resultante da renúncia a favor de Espanha dos direitos de Portugal sobre o Couto Misto. Mantiveram-se pastos mistos ao longo de todo este sector.

- Fronteira entre o Porto de Cancelos e o Outeiro de Maria Sacra
  - Marcos fronteiriços números 137 a 169. Atravessa a serra do Larouco.

- Fronteira entre o Outeiro de Maria Sacra e a Ponte de Assureira
  - Marcos fronteiriços números 169 a 188.

- Fronteira entre a Ponte de Assureira e o Vale de Ladera
  - Marcos fronteiriços números 188 a 215. O povo promíscuo de Soutelinho da Raia passa a ficar inteiramente integrado em Portugal.

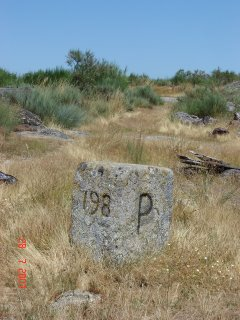
Marco fronteiriço n.º 198, Soutelinho da Raia.

- Fronteira entre o Vale de Ladera e o Outeiro de Castelo Ancho
  - Marcos fronteiriços números 215 a 264. Os povos promíscuos de Cambedo (Vilarelho da Raia) e Lama de Arcos e os respectivos termos passam a ficar inteiramente integrados em Portugal.

- Fronteira entre a Outeiro de Castelo Ancho e a Cabeça de Peixe
  - Marcos fronteiriços números 264 a 301.

- Fronteira entre a Cabeça de Peixe e o Portelo do Cerro da Esculqueira
  - Marcos fronteiriços números 301 a 323.

- Fronteira entre o Portelo do Cerro da Esculqueira e o Penedo dos Três Reinos
  - Marcos fronteiriços números 323 a 349.

- Fronteira entre o Penedo dos Três Reinos e a Penha da Formiga
  - Marcos fronteiriços números 349 a 393.

- Fronteira entre a Penha da Formiga e o Poço da Olha
  - Marcos fronteiriços números 393 a 438.

- Fronteira entre o Poço da Olha e as Três Marras
  - Marcos fronteiriços números 438 a 450.

- Fronteira entre as Três Marras e o Moinho da Nave Cerdeira
  - Marcos fronteiriços números 450 a 497.

- Fronteira entre o Moinho da Nave Cerdeira e o Barrocal das Andorinhas
  - Marcos fronteiriços números 497 a 630. Raia seca e raia húmida, descendo ao longo do rio Douro e subindo ao longo do rio Águeda e do ribeiro dos Tourões.

- Fronteira entre o Barrocal das Andorinhas e a Gingeira ou Curral das Colmeias
  - Marcos fronteiriços números 630 a 673.

- Fronteira entre a Gingeira e o Pego da Negra
  - Marcos fronteiriços números 673 a 674. Raia húmida, descendo ao longo do rio Torto, do rio Bazágueda, do rio Erges e do rio Tejo e subindo ao longo do rio Sever.

- Fronteira entre o Pego da Negra e o Marco de Badajoz
  - Marcos fronteiriços números 674 a 758(?). Fica definida a partilha dos territórios das contendas de Arronches e de Ouguela.

- Fronteira entre o Marco de Badajoz e a confluência do rio Caia com o rio Guadiana
  - Marcos fronteiriços números 758(?) a 801 (no início do troço internacional do rio Caia).

- Fronteira entre a confluência do rio Caia com o rio Guadiana e a confluência da ribeira de Cuncos com o rio Guadiana
  - Não foram colocados os marcos 802 a 899 correspondentes ao território de Olivença.

- Fronteira entre a confluência do rio Cuncos com o rio Guadiana e o primeiro marco da Contenda de Vila Nova del Fresno
  - Raia húmida, subindo ao longo do rio Cuncos.

- Fronteira entre o primeiro e o último marco da Contenda de Vila Nova del Fresno
  - Marcos fronteiriços números 900 a 944. Fica definida a partilha do território da contenda de Vila Nova del Fresno.

- Fronteira entre o último marco da Contenda de Vila Nova del Fresno e a Fonte das Maias
  - Marcos fronteiriços números 944 a 949. Raia húmida, subindo ao longo da ribeira de Godelim ou ribeiro de Guadelim, do ribeiro dos Saus ou Zaos e do barranco das Maias ou ribeiro Maias.

- Fronteira entre a Fonte das Maias e a confluência do ribeiro dos Termos com o rio Ardila
  - Marcos fronteiriços números 949 a 957. Fica definida a partilha do território da Contenda de Valência de Mombuey.

- Fronteira entre a confluência do ribeiro dos Termos com o rio Ardila e a confluência do arroio de Cadaval com a ribeira de Múrtiga
  - Marcos fronteiriços números 957 a 978. Raia húmida, subindo ao longo do rio Ardila, raia seca e novamente raia húmida descendo ao londo do arroio de Cadaval.

- Fronteira entre a confluência do arroio de Cadaval com a ribeira de Múrtiga e a confluência do barranco de Pedro Miguel com a ribeira de Múrtiga
  - Marcos fronteiriços números 978 a 981. Raia seca e raia húmida subindo ao longo da ribeira de Múrtiga.

- Fronteira entre a confluência do barranco de Pedro Miguel com a ribeira de Múrtiga e o último marco da divisão da Contenda de Moura
  - Marcos fronteiriços números 981 a 1010. Fica definida a partilha do território da Contenda de Moura.

- Fronteira entre o último marco da divisão da Contenda de Moura e o vértice geodésico de Cabeço do Pereiro

- Fronteira entre o vértice geodésico de Cabeço do Pereiro e a confluência do barranco de Raia, ou ribeiro da Perna Seca, com o rio Chança

- Fronteira entre a confluência do barranco de Raia com o rio Chança e a foz do rio Guadiana
  - Raia húmida descendo ao longo do rio Chança e do rio Guadiana.